# 小罗伯特·格拉斯
小罗伯特·W·格拉斯，美国音频工程师。他曾2次提名奥斯卡最佳音响效果奖。

## 精选影视作品
- 天堂之日 (1978)[1]
- 九霄云外（英语：Outland (film)） (1981)[2]